# Liste des députés fédéraux canadiens - L
Cet article contient la liste des députés actuels et anciens à la Chambre des communes du Canada dont le nom commence par la lettre L.
En plus du prénom et du nom du député, la liste contient :
- le parti que le député représentait lors de son élection ;
- le comté et la province où il fut élu.

## l'- Lai
- David Ovide L'Espérance, conservateur, Montmagny, Québec
- Yvon L'Heureux, libéral, Chambly—Rouville, Québec
- Roch La Salle, progressiste-conservateur, Joliette, Québec
- Jean-Baptiste Labelle, conservateur, Richelieu, Québec
- Simon Labrosse, libéral, Prescott, Ontario
- Élie Lacerte, conservateur, Saint-Maurice, Québec
- Arthur Lachance, libéral, Québec-Centre, Québec
- Claude-André Lachance, libéral, Lafontaine, Québec
- Georges-C. Lachance, libéral, Lafontaine, Québec
- Sévérin Lachapelle, conservateur, Hochelaga, Québec
- Liguori Lacombe, libéral, Laval—Deux-Montagnes, Québec
- Édouard Lacroix, libéral, Beauce, Québec
- Wilfrid Lacroix, libéral, Québec—Montmorency, Québec
- Leon Johnson Ladner, conservateur, Vancouver-Sud, Colombie-Britannique
- Fernand Ladouceur, progressiste-conservateur, Labelle, Québec
- Leo Kemner Laflamme, libéral, Montmagny, Québec
- Napoléon Kemner Laflamme, libéral, Drummond—Arthabaska, Québec
- Ovide Laflamme, libéral, Bellechasse, Québec
- Rodolphe Laflamme, libéral, Jacques-Cartier, Québec
- Joseph-François Laflèche, conservateur, Richmond—Wolfe, Québec
- Léo Richer Laflèche, libéral, Outremont, Québec
- Joseph Lafontaine, libéral, Mégantic—Frontenac, Québec
- David Arthur Lafortune, libéral indépendant, Montcalm, Québec
- Mario Laframboise, Bloc québécois, Argenteuil—Papineau—Mirabel, Québec
- Robert B. Lafrenière, progressiste-conservateur, Champlain, Québec

## Lah - Lam
- Paul Lahaye, progressiste-conservateur, Champlain, Québec
- Arthur Laing, libéral, Vancouver-Sud, Colombie-Britannique
- David Laird, libéral, Queen (Comté de), Île-du-Prince-Édouard
- Charles Gérin Lajoie, libéral, Saint-Maurice, Québec
- Claude G. Lajoie, libéral, Trois-Rivières, Québec
- Mike Lake, conservateur, Edmonton—Mills Wood—Beaumont, Alberta
- Richard Stuart Lake, conservateur, Qu'Appelle, Territoires du Nord-Ouest
- Rick Laliberte, Nouveau Parti démocratique, Churchill River, Saskatchewan
- Francine Lalonde, Bloc québécois, Mercier, Québec
- Marc Lalonde, libéral, Outremont, Québec
- Maurice Lalonde, libéral, Labelle, Québec
- Francis Ramsey Lalor, conservateur, Haldimand, Ontario
- Paul-Émile Lamarche, conservateur, Nicolet, Québec
- Judy LaMarsh, libéral, Niagara Falls, Ontario
- Charles Wesley Lamb, progressiste-conservateur, Victoria, Ontario
- Adrien Lambert, Ralliement créditiste, Bellechasse, Québec
- Marcel Joseph Aimé Lambert, progressiste-conservateur, Edmonton-Ouest, Alberta
- John Henderson Lamont, libéral, Saskatchewan, Territoires du Nord-Ouest
- J.-Gilles Lamontagne, libéral, Langelier, Québec
- Maurice Lamontagne, libéral, Outremont—Saint-Jean, Québec
- Lucien Lamoureux, libéral, Stormont, Ontario
- Gérard Lamy, Crédit social, Saint-Maurice—Laflèche, Québec

## Lanc - Lane
- Edward Arthur Lancaster, conservateur, Lincoln et Niagara, Ontario
- Adélard Lanctôt, libéral, Richelieu, Québec
- Robert Lanctôt, Bloc québécois, Châteauguay / Châteauguay—Saint-Constant, Québec
- Roch Lanctôt, libéral, Laprairie—Napierville, Québec
- George Landerkin, libéral, Grey-Sud, Ontario
- Mike Landers, libéral, Saint John—Lancaster, Nouveau-Brunswick
- John Charles Landeryou, Crédit social, Calgary-Est, Alberta
- Auguste Charles Philippe Robert Landry, conservateur, Montmagny, Québec
- Jean Landry, Bloc québécois, Lotbinière, Québec
- Joseph-Armand Landry, libéral, Dorchester, Québec
- Monique Landry, progressiste-conservateur, Blainville—Deux-Montagnes, Québec
- Pierre-Amand Landry, conservateur, Kent, Nouveau-Brunswick
- Robert Lane, progressiste-conservateur, Winnipeg—St. James, Manitoba
- Samuel Johnathan Lane, libéral-conservateur, Grey-Nord, Ontario

## Lang - Lant
- John Lang, libéral indépendant, Peterborough-Est, Ontario
- Malcolm Lang, travailliste, Timiskaming-Sud, Ontario
- Norman Lang, unioniste, Humboldt, Saskatchewan
- Otto Emil Lang, libéral, Saskatoon—Humboldt, Saskatchewan
- Peter Joseph Lang, libéral, Kitchener, Ontario
- Joy Langan, Nouveau Parti démocratique, Mission—Coquitlam, Colombie-Britannique
- Steven W. Langdon, Nouveau Parti démocratique, Essex—Windsor, Ontario
- Charles Langelier, libéral, Montmorency, Québec
- François Langelier, libéral, Mégantic, Québec
- Hector-Louis Langevin, conservateur, Dorchester, Québec
- Aimé Langlois, libéral, Chambly—Verchères, Québec
- Charles A. Langlois, progressiste-conservateur, Manicouagan, Québec
- François Langlois, Bloc québécois, Bellechasse, Québec
- J. G. Léopold Langlois, libéral, Gaspé, Québec
- Jean Langlois, conservateur, Montmorency, Québec
- Joseph Langlois, libéral, Berthier—Maskinongé, Québec
- Paul Langlois, libéral, Chicoutimi, Québec
- Raymond Langlois, Crédit social, Mégantic, Québec
- William Fitzgerald Langworthy, conservateur, Port Arthur—Thunder Bay, Ontario
- Gérald Laniel, libéral, Beauharnois—Salaberry, Québec
- Claude Lanthier, progressiste-conservateur, Lasalle, Québec
- Jacques-Philippe Lantier, conservateur, Soulanges, Québec

## Lap - Lat
- Georges-Émile Lapalme, libéral, Joliette—L'Assomption—Montcalm, Québec
- Edmond Anthony Lapierre, libéral, Nipissing, Ontario
- Jean Lapierre, libéral, Shefford, Québec
- Réal Lapierre, Bloc québécois, Lévis—Bellechasse, Québec
- Arthur-Joseph Lapointe, libéral, Matapédia—Matane, Québec
- Charles Lapointe, libéral, Charlevoix, Québec
- Ernest Lapointe, libéral, Kamouraska, Québec
- Hugues Lapointe, libéral, Lotbinière, Québec
- Louis Audet Lapointe, libéral, Saint-Jacques, Québec
- Normand Lapointe, libéral, Beauce, Québec
- Rodney Edward Laporte, Nouveau Parti démocratique, Moose Jaw—Lake Centre, Saskatchewan
- Gérard Laprise, Crédit social, Chapleau, Québec
- James N. Lapum, conservateur, Addington, Ontario
- J. James Larabee, libéral, Queen (Comté de), Île-du-Prince-Édouard
- Alphonse Alfred Clément Larivière, conservateur, Provencher, Manitoba
- Gaby Larrivée, progressiste-conservateur, Joliette, Québec
- Frederick Hugo Larson, libéral, Kindersley, Saskatchewan
- Achille Larue, libéral, Bellechasse, Québec
- Joseph-Ernest-Henri Larue, conservateur, Matane, Québec
- Perreault Larue, progressiste-conservateur, Saguenay, Québec
- Walt Lastewka, libéral, St. Catharines, Ontario
- Joseph-Octave Latour, progressiste-conservateur, Argenteuil—Deux-Montagnes, Québec
- Henry P. Latulippe, Crédit social, Compton—Frontenac, Québec

## Lau - Lay
- Frederick Andrew Laurence, libéral, Colchester, Nouvelle-Écosse
- Aldéric Laurendeau, libéral, Berthier—Maskinongé, Québec
- John Wimburne Laurie, conservateur, Shelburne, Nouvelle-Écosse
- Romuald-Charlemagne Laurier, libéral, L'Assomption, Québec
- Ruben Charles Laurier, libéral, L'Assomption, Québec
- Wilfrid Laurier, libéral, Drummond—Arthabaska, Québec
- Joseph-Georges-Philippe Laurin, conservateur, Jacques-Cartier, Québec
- René Laurin, Bloc québécois, Joliette, Québec
- Guy Lauzon, conservateur, Stormont—Dundas—Glengarry-Sud, Ontario
- Carole Lavallée, Bloc québécois, Saint-Bruno—Saint-Hubert, Québec
- Joseph-Octave Lavallée, conservateur, Bellechasse, Québec
- John Reeve Lavell, conservateur, Leeds-Nord et Grenville-Nord, Ontario
- Herman E. Laverdière, libéral, Bellechasse, Québec
- Armand Renaud Lavergne, libéral, Montmagny, Québec
- Joseph Lavergne, libéral, Drummond—Arthabaska, Québec
- Louis Lavergne, libéral, Drummond—Arthabaska, Québec
- Albert Peter Lavigne, libéral, Stormont
- Laurent Lavigne, Bloc québécois, Beauharnois—Salaberry, Québec
- Raymond Lavigne, libéral, Verdun—Saint-Paul, Québec
- Henri-Edgar Lavigueur, libéral, Québec (Comté de), Québec
- Jacques Lavoie, progressiste-conservateur, Hochelaga, Québec
- Bowman Brown Law, libéral, Yarmouth, Québec
- Allan Frederick Lawrence, progressiste-conservateur, Northumberland—Durham, Ontario
- James Earl Lawson, libéral, York-Ouest, Ontario
- Peter Lawson, libéral, Norfolk-Sud, Ontario
- Jack Layton, Nouveau Parti démocratique, Toronto—Danforth, Ontario
- Robert E.J. Layton, progressiste-conservateur, Lachine, Québec

## Le - Lef
- Isaac Le Vesconte, conservateur, Richmond, Nouvelle-Écosse
- Harry Leader, progressiste, Portage la Prairie, Manitoba
- Ghislain Lebel, Bloc québécois, Chambly, Québec
- Dominic Leblanc, libéral, Beauséjour—Petitcodiac, Nouveau-Brunswick
- Fernand-E. Leblanc, libéral, Laurier, Québec
- Francis G. Leblanc, libéral, Cape Breton Highlands—Canso, Nouvelle-Écosse
- Louis Guy Leblanc, libéral, Rimouski, Québec
- Nic Leblanc, progressiste-conservateur, Longueuil, Québec
- Olivier J. Leblanc, libéral, Kent, Nouveau-Brunswick
- Roméo-Adrien Leblanc, libéral, Westmorland—Kent, Nouveau-Brunswick
- Bert Raymond Leboe, Crédit social, Cariboo, Colombie-Britannique
- Pierre-Julien Leclair, conservateur, Terrebonne, Québec
- Joseph-Hermas Leclerc, libéral, Shefford, Québec
- Edgar Leduc, indépendant, Jacques-Cartier, Québec
- Jean-Louis Leduc, libéral, Richelieu, Québec
- Joseph Alfred Leduc, libéral, Westmount—Saint-Henri, Québec
- Joseph Gérard Yves Leduc, libéral, Verdun, Québec
- Joseph Hector Leduc, libéral, Nicolet, Québec
- Rodolphe Leduc, libéral, Wright, Québec
- Arthur John Lee, libéral, Vancouver-Est, Colombie-Britannique
- Derek Vincent Lee, libéral,Scarborough—Rouge River, Ontario
- Réjean Lefebvre, Bloc québécois, Champlain, Québec
- Thomas Lefebvre, libéral, Pontiac—Témiscamingue, Québec
- J.-Eugène Lefrançois, libéral, Laurier, Québec
- Alfred Alexander Lefurgey, conservateur, Prince-Est, Île-du-Prince-Édouard

## Leg - Ler
- Gérard Légaré, libéral, Rimouski, Québec
- Carl Legault, libéral, Nipissing, Ontario
- Auguste Théophile Léger, libéral, Kent, Nouveau-Brunswick
- Aurel D. Léger, libéral, Kent, Nouveau-Brunswick
- Édouard-H. Léger, conservateur, Kent, Nouveau-Brunswick
- Felton Fenwick Legere, progressiste-conservateur, Shelburne—Yarmouth—Clare, Nouvelle-Écosse
- Stuart Malcolm Leggatt, Nouveau Parti démocratique, New Westminster, Colombie-Britannique
- Joseph Hormidas Legris, libéral, Maskinongé, Québec
- Marc Lemay, Bloc québécois, Abitibi—Témiscamingue, Québec
- Pierre Lemieux, conservateur, Glengarry—Prescott—Russell, Ontario
- Rodolphe Lemieux, libéral, Gaspé, Québec
- Frank Exton Lennard, conservateur, Wentworth, Ontario
- Haughton Lennox, conservateur, Simcoe-Sud, Ontario
- Thomas Herbert Lennox, conservateur, York-Nord, Ontario
- Joseph-Édouard-Émile Léonard, conservateur, Laval, Québec
- Alphonse Télesphore Lépine, conservateur indépendant, Montréal-Est, Québec
- Gaston Leroux, Bloc québécois, Richmond—Wolfe, Québec
- Jean H. Leroux, Bloc québécois, Shefford, Québec

## Les - Lew
- Charles Alexander Lesage, conservateur, Dorchester, Québec
- Jean Lesage, libéral, Montmagny—L'Islet, Québec
- Joseph Edmond Lesage, libéral, Hochelaga, Québec
- William Lesick, progressiste-conservateur, Edmonton-Est, Alberta
- Hilarion-Pit Lessard, libéral, Saint-Henri, Québec
- Marcel Lessard, Crédit social, Lac-Saint-Jean, Québec
- Yves Lessard, Bloc québécois, Chambly—Borduas, Québec
- Richard Vryling Lesueur, conservateur, Lambton-Ouest, Ontario
- Joseph-Étienne Letellier de Saint-Just, libéral, Compton, Québec
- René Létourneau, progressiste-conservateur, Stanstead, Québec
- M. Sophia Leung, libéral, Vancouver Kingsway, Colombie-Britannique
- Yvon Lévesque, Bloc québécois, Nunavik—Eeyou, Québec
- Arthur John Lewis, progressiste, Swift Current, Saskatchewan
- David Lewis, Nouveau Parti démocratique, York-Sud, Ontario
- Douglas Grinslade Lewis, progressiste-conservateur, Simcoe-Nord, Ontario
- Edward Norman Lewis, conservateur, Huron-Ouest, Ontario
- John Bower Lewis, conservateur, Ottawa (Cité d'), Ontario
- William James Lewis, indépendant, Albert, Nouveau-Brunswick
- Louis Harrington Lewry, CCF, Moose Jaw—Lake Centre, Saskatchewan
- Laverne Lewycky, Nouveau Parti démocratique, Dauphin, Manitoba

## Li - Lon
- Wendy Lill, Nouveau Parti démocratique, Dartmouth, Nouvelle-Écosse
- Richard G.J. Limoges, libéral, Windsor—Saint-Clair, Ontario
- Clifford Lincoln, libéral, Lachine—Lac-Saint-Louis, Québec
- James Gordon Lind, libéral, Middlesex-Est, Ontario
- Urbain Lippé, conservateur, Joliette, Québec
- James Frederick Lister, libéral, Lambton-Ouest, Ontario
- Walter Little, libéral, Timiskaming, Québec
- William Carruthers Little, libéral-conservateur, Simcoe-Sud, Ontario
- Wilton Littlechild, progressiste-conservateur, Wetaskiwin, Alberta
- James Livingstone, libéral, Waterloo-Sud, Ontario
- Louis Philippe Lizotte, libéral, Kamouraska, Québec
- John Edward Lloyd, libéral, Halifax, Nouvelle-Écosse
- Norman James Macdonald Lockhart, conservateur, Lincoln, Ontario
- Edward Russell Lockyer, progressiste-conservateur, Trinity, Ontario
- Hance James Logan, libéral, Cumberland, Nouvelle-Écosse
- William Stewart Loggie, libéral, Northumberland, Nouveau-Brunswick
- Bernard Pierre Loiselle, libéral, Chambly, Québec
- Gérard Loiselle, libéral indépendant, Sainte-Anne, Québec
- Gilles Loiselle, progressiste-conservateur, Langelier, Québec
- Edison John Clayton Loney, progressiste-conservateur, Bruce, Ontario
- Charles Edwin Long, libéral, North-Battleford, Saskatchewan
- Judi Longfield, libéral, Whitby—Ajax, Ontario
- Avard Longley, conservateur, Annapolis, Nouvelle-Écosse
- Bruce Lonsdale, libéral, Timiskaming, Ontario

## Lop - Ly
- Ricardo López, progressiste-conservateur, Châteauguay, Québec
- Joseph Arthur Lortie, conservateur, Soulanges, Québec
- Yvan Loubier, Bloc québécois, Saint-Hyacinthe—Bagot, Québec
- William John Loucks, libéral, Rosetown, Saskatchewan
- William Lount, libéral, Toronto-Centre, Ontario
- Charles Henry Lovell, libéral, Stanstead, Québec
- Henry Lovell, libéral, Stanstead, Québec
- Lewis Johnstone Lovett, libéral, Digby et Annapolis, Nouvelle-Écosse
- William James Lovie, progressiste, Macdonald, Manitoba
- John Lovitt, libéral, Yarmouth, Nouvelle-Écosse
- Solon Earl Low, Crédit social, Peace River, Alberta
- Thomas Andrew Low, libéral, Renfrew-Sud, Ontario
- James A. Lowell, libéral, Welland, Ontario
- Eric Lowther, réformiste, Calgary-Centre, Alberta
- George di Madeiros Loy, libéral, Beauharnois, Québec
- William Thomas Lougheed Lucas, United Farmers of Alberta, Victoria, Alberta
- Michael Luchkovich, United Farmers of Alberta, Vegreville, Alberta
- Tom Lukiwski, conservateur, Regina—Lumsden—Lake Centre, Saskatchewan
- Edward C. Lumley, libéral, Stormont—Dundas, Ontario
- John Howard Lundrigan, progressiste-conservateur, Gander—Twillingate, Terre-Neuve-et-Labrador
- Gary Lunn, réformiste, Saanich—Gulf Islands, Colombie-Britannique
- James Lunney, Alliance canadienne, Nanaimo—Alberni, Colombie-Britannique
- Azel Randolph Lusby, libéral, Cumberland, Nouvelle-Écosse
- Marcel Lussier, Bloc québécois, Brossard—La Prairie, Québec
- James S. Lynch, libéral, Marquette, Manitoba